# Sindre Marøy
Sindre Alf Marøy (Bergen, 9 giugno 1982) è un calciatore norvegese, attaccante del Radøy/Manger.

## Carriera

### Club
Marøy debuttò nella Tippeligaen con la maglia del Brann. Il 22 luglio 2001, infatti, sostituì Alex Valencia nella vittoria per 3-1 sul Tromsø.
Giocò poi nel Radøy/Manger, ma nel 2006 passò al Løv-Ham. Esordì in squadra il 23 luglio 2006, subentrò a Henning Gjerde Aga nella sconfitta per 3-1 contro lo Strømsgodset. Il 29 ottobre segnò la prima rete per il nuovo club, nel 5-1 inflitto al Manglerud Star.
Si ritirò dal calcio professionistico al termine del campionato 2010. Continuò però a giocare al Radøy/Manger.